# Gradi militari della Germania
Questa voce presenta una tabella comparativa dei gradi militari in uso nelle forze armate tedesche dall'unificazione (1871) a oggi.
Avvertenza: il codice NATO si riferisce ai gradi attualmente esistenti; per gli altri, la corrispondenza è data a titolo esemplificativo
Si tenga inoltre presente che:
- Deutsches Heer (esercito), Deutsche Marine (marina) e Luftwaffe (aeronautica) sono le tre forze armate dell'attuale Bundeswehr.
- Deutsches Heer e Kaiserliche Marine (Marina imperiale) erano le forze armate dell'Impero tedesco[1] fino alla prima guerra mondiale;
- Con la Repubblica di Weimar l'esercito assunse la denominazione di Reichsheer e la marina quella di Reichsmarine; le forze armate nel complesso costituivano la Reichswehr.
- Nel 1935 la Reichswehr fu trasformata in Wehrmacht; l'esercito fu chiamato semplicemente Heer, mentre la marina fu ridenominata in Kriegsmarine (Marina da guerra).
- La Luftwaffe fu costituita come forza armata autonoma nel 1935. In precedenza i reparti di aviazione dipendevano in parte dall'esercito e in parte dalla marina.

| Codice NATO                                                                                | Deutsches Heer (1871-1919) Reichsheer (1919-1935) Heer (1935-1945) | Deutsches Heer (dal 1955) | Kaiserliche Marine (1871-1919) Reichsmarine (1919-1935) Kriegsmarine (1935-1945) | Deutsche Marine (dal 1955) | Luftwaffe (Wehrmacht) (1935-1945) | Luftwaffe (Bundeswehr) (dal 1955) |
| ------------------------------------------------------------------------------------------ | ------------------------------------------------------------------ | ------------------------- | -------------------------------------------------------------------------------- | -------------------------- | --------------------------------- | --------------------------------- |
| Ufficiali generali (Esercito, Aeronautica)/Ufficiali ammiragli (Marina) - Flagsoffiziere   |                                                                    |                           |                                                                                  |                            |                                   |                                   |
| OF-10                                                                                      | Generalfeldmarschall                                               | -                         | Großadmiral                                                                      | -                          | Generalfeldmarschall              | -                                 |
| OF-9                                                                                       | Generaloberst                                                      | General                   | Generaladmiral                                                                   | Admiral                    | Generaloberst                     | General                           |
| OF-8                                                                                       | General der....                                                    | Generalleutnant           | Admiral                                                                          | Vizeadmiral                | General der...                    | Generalleutnant                   |
| OF-7                                                                                       | Generalleutnant                                                    | Generalmajor              | Vizeadmiral                                                                      | Konteradmiral              | Generalleutnant                   | Generalmajor                      |
| OF-6                                                                                       | Generalmajor                                                       | Brigadegeneral            | Konteradmiral                                                                    | Flotillenadmiral           | Generalmajor                      | Brigadegeneral                    |
| Ufficiali superiori (Esercito, Aeronautica)/Ufficiali comandanti (Marina) - Stabsoffiziere |                                                                    |                           |                                                                                  |                            |                                   |                                   |
| OF-5                                                                                       | Oberst                                                             | Oberst                    | Kapitän zur See                                                                  | Kapitän zur See            | Oberst                            | Oberst                            |
| OF-4                                                                                       | Oberstleutnant                                                     | Oberstleutnant            | Fregattenkapitän                                                                 | Fregattenkapitän           | Oberstleutnant                    | Oberstleutnant                    |
| OF-3                                                                                       | Major                                                              | Major                     | Korvettenkapitän                                                                 | Korvettenkapitän           | Major                             | Major                             |
| Ufficiali inferiori - Hauptleute und Leutnante                                             |                                                                    |                           |                                                                                  |                            |                                   |                                   |
| OF-2                                                                                       | Hauptmann (Rittmeister per la cavalleria)                          | Hauptmann                 | Kapitänleutnant                                                                  | Kapitänleutnant            | Hauptmann                         | Hauptmann                         |
| OF-1                                                                                       | Oberleutnant                                                       | Oberleutnant              | Oberleutnant zur See                                                             | Oberleutnant zur See       | Oberleutnant                      | Oberleutnant                      |
| OF-1                                                                                       | Leutnant                                                           | Leutnant                  | Leutnant zur See                                                                 | Leutnant zur See           | Leutnant                          | Leutnant                          |
| Codice NATO                                                                                | Deutsches Heer (1871-1919) Reichsheer (1919-1935) Heer (1935-1945) | Deutsches Heer (dal 1955) | Kaiserliche Marine (1871-1919) Reichsmarine (1919-1935) Kriegsmarine (1935-1945) | Deutsche Marine (dal 1955) | Luftwaffe (Wehrmacht) (1935-1945) | Luftwaffe (Bundeswehr) (dal 1955) |